# 조선독립동맹

조선독립동맹 산하 조선의용군

조선독립동맹은 1942년에 중국공산당의 지휘 하에 중화민국 화베이지역에서 한인 공산주의자들이 결성한 단체로 화북조선독립동맹이라고도 부른다. 주석은 김두봉이었고, 김무정, 최창익, 백남운, 허정숙 등이 주요 간부로 활동하였으며, 예하에 군사조직으로 조선의용군을 두었는데, 총사령 김무정이 지휘하였다.

## 활동
1941년 1월 10일 중국공산당 팔로군(八路軍) 전방총사령부 소재지인 산시성[山西省] 진동남[晉東南] 태행산 중에서 중국공산당 지원 아래 중국의 항일전에 참가하고 있던 각 전선대표들이 모여 화북조선청년연합회(華北朝鮮靑年聯合會)를 결성하였다.
이 단체는 중국 화북지방에서 활동하고 있는 모든 한인청년을 결집하여 조국 광복의 대업에 참가시킬 것을 제일의 목적으로 삼는다는 강령에서 보듯이, 반일적인 열정을 가진 한인에게 큰 호소력을 갖게되었다.화북조선청년연합회는 혁명세력이 증대와 함께 종래의 청련(靑聯)명칭이 부적합하다고 판단하여, 발족 1년 6개월 후인 1942년 7월 제2차 화북조선청년연합회 대회에서 조선독립동맹(朝鮮獨立同盟)으로 발전적 개편조치를 취하게 되었다.
창립선언은 “각당 각파를 망라하여 항일애국자는 총단결하자”는 항일민족통일전선 요구에 역점을 두었고, 강령은 민주공화국 건립을 위한 10개 항목과 혁명투쟁의 임무수행을 위한 7개 항목을 열거하였다.
그 주요 내용은 첫째로 부르주아 민주공화국 수립,
둘째로 대중혁명과 반일민족통일전선 강화를 목표로 하였다.
조선독립동맹은 일본군과의 항전을 하는 가운데 본부 이동과 조직 개편을 거듭하면서 최후에는 중국공산당의 본거지인 옌안[延安]으로 후퇴하였다.
옌안에서는 위원장 김두봉(金枓奉), 부위원장 최창익(崔昌益), 한빈(韓斌)을 중심으로 공산주의 집단으로 결속하게 되었는데, 해방 이후 북한으로 환국하였다.환국당시 조선독립동맹의 주역인 조선의용군 총사령은 무정(武亭), 부사령은 박효삼(朴孝三)·박일우(朴一禹)다.
1945년 11월 말에서 12월 중순까지 평양에 집결하여 무정·김창만(金昌滿)·리상조(李相朝)·박일우·허정숙(許貞淑) 등 소장파 정예요인들을 공산당에 들여보내 요직을 차지하게 하였고, 김두봉·최창익·한빈 및 그 예하세력은 조선독립동맹의 명칭을 그대로 유지하면서 미·소분할 점령하의 국내정세를 관망하다가, 1946년 1월 15일 ‘조선동포에게 고함’이라는 입국 최초의 인사말을 발표하였다.
조선독립동맹은 공산당과의 경합관계를 조심스럽게 피하면서 북한지역에서 공식적인 정치활동을 벌였다. 그들은 되도록 정체를 드러내지 않고, 중국공산당의 신민주주의노선을 도입한 자산계급성 민주주의 혁명노선을 주장하였다.또한, 평양에 본부를 두고 북한지역에서 먼저 활동을 벌이면서 부주석 한빈을 비롯한 간부들을 서울에 보내 남한에서도 조직 확대를 꾀하였다.1946년 2월 8일 평양에서 북한단독정부인 ‘북조선임시인민위원회’가 조직되자, 조선독립동맹은 주석 김두봉을 단독정부의 부위원장으로 들여보냈다
이것은 북한단독정부에 적극적 참여를 뜻하는 것이었기에 그 때까지 불투명하던 이 단체의 정체가 비로소 드러난 것이었고, 1946년 2월 16일 조직이 ‘조선신민당’이라는 이름으로 개편되었으나, 발표된 발당선언과 강령은 조선독립동맹시대의 주장을 그대로 되풀이한 것이었다.

## 참고 문헌
- 항전별곡(이정식·한홍구 편,거름사,1986)「화북조선독립동맹과 중국공산당」(한상도,『역사학보』174,2002)
- 화북조선독립동맹의 적구 거점건립운동(염인호,국사관논총54,1994)
- 조선독립동맹의 활동과 조직에 대하여(한홍구,국사관논총23,1991)

[출처: 한국민족문화대백과사전(조선독립동맹(朝鮮獨立同盟))]

## 기타
자매 조직이자 예하 조직으로 조선여성동맹이 있었다. 조선여성동맹의 지도자는 독립동맹의 선전부장이기도 한 허정숙과 여성 독립운동가 김명시 등이 맡았다.

## 같이 보기
- 김두봉
- 백남운
- 조선신민당
- 무정
- 허정숙
- 한빈
- 최창익